# Joaquim Viaplana Lleonart
Joaquim Viaplana Lleonart (Sant Feliu de Codines, 1942) és un lingüista català procedent del camp de la Filologia Clàssica. Es doctorà en Lingüística General per la Universitat de Reading (Anglaterra) i en Filologia Romànica per la Universitat de Barcelona i esdevingué catedràtic de Filologia Catalana d'aquesta universitat,  on havia començat  a exercir com a professor de Lingüística Catalana l’any 1975. Anteriorment, entre 1968 i 1970, havia estat professor de Filologia Grega a la Universitat de Barcelona i a la Universitat Autònoma de Barcelona. A la Universitat de Barcelona, fou vicerector de personal acadèmic entre 1984 i 1986, i director del Departament de Filologia Catalana entre 1988 i 1994 i entre 1998 i 2000. Està especialitzat en lingüística descriptiva, sobretot, en fonologia i en morfologia.També ha treballat en el camp de la dialectologia. Ha publicat diversos articles i llibres relacionats amb els àmbits esmentats i fou l’investigador principal de diversos projectes de recerca relacionats amb la variació sincrònica de la llengua catalana i amb la creació de corpus orals i escrits. Fou coordinador de la xarxa temàtica ‘La variació lingüística: dialectologia, sociolingüística i pragmàtica’ i el primer responsable del ‘Grup d’estudi de la variació' (GEV), associat amb el Centre de Referència en Enginyeria Lingüística (CREL).

## Obres destacades
- Elements per a una gramàtica generativa del català. Relativització i temes annexos. Barcelona: Ed. 62, 1981.[3]

- Dialectologia. València: Universitat de València, 1996.[4]
- Entre la dialectologia i la lingüística. La distància lingüística entre les varietats del català nord-occidental. Barcelona: Publicacions de l’Abadia de Montserrat, 1999.[5]
- Lingüística descriptiva. Una introducció aplicada al català. Barcelona: Ed. 62, 2000.[3]